# Pseudochthonius leleupi
Pseudochthonius leleupi är en spindeldjursart som beskrevs av Beier 1959. Pseudochthonius leleupi ingår i släktet Pseudochthonius och familjen käkklokrypare. Inga underarter finns listade i Catalogue of Life.